# 热那亚公园

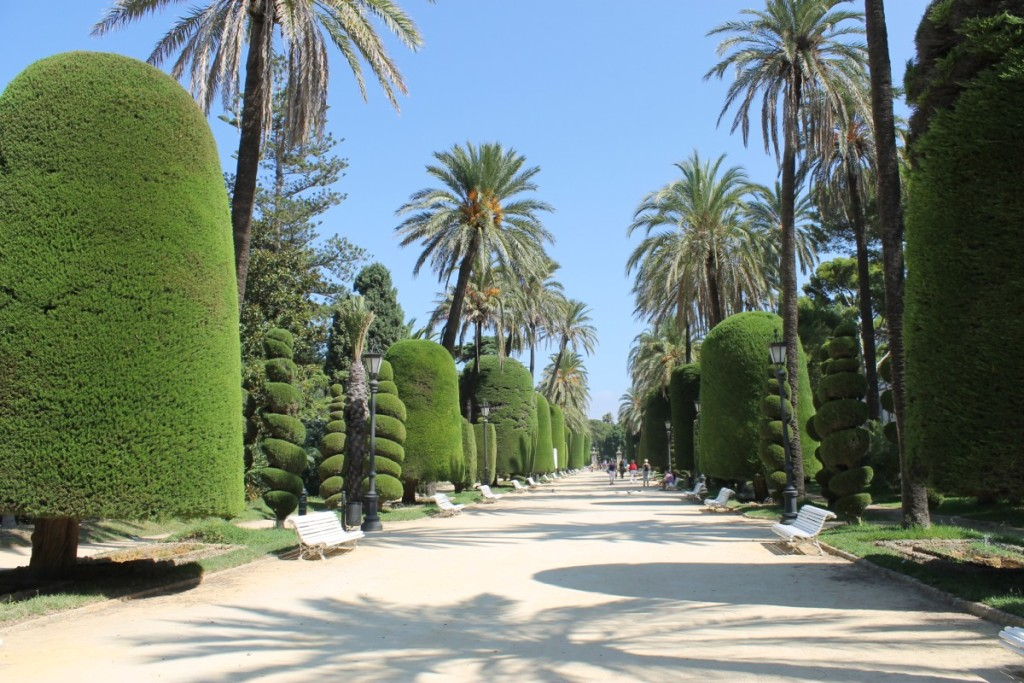

热那亚公园（西班牙語：Parque Genovés）是一个历史悠久的花园，位于西班牙加的斯历史中心的海边。它是该市最好的公园之一。其起源可以追溯到 18 世纪末，从1854年开始，公园经历了多次扩展和改造。